# Ján Rak
Ján Rak (28. srpna 1915, Hradište pod Vrátnom, Uhersko – 6. října 1969, Bratislava) byl slovenský básník a překladatel, představitel nadrealismu.

## Životopis
Narodil se v malorolnické rodině a své vzdělaní získal v Hradišti pod Vrátnom, Brezové pod Bradlom a v Bratislavě. V letech 1938–1939 pracoval na Řediteství pošt a telekomunikací, v letech 1939–1945 na Ředitelství státních železnic a od roku 1945 až do své smrti v roce 1967 byl zaměstnancem Československých státních drah – Správy Východní dráhy.

## Tvorba
Svá první díla začal zveřejňovat v roce 1941 v různých sbornících, kde uveřejňoval jak své verše, tak i teoretická díla. Knižně debutoval v roce 1942 sbírkou básní Je vypredané. Jeho tvorba byla ovlivněna zejména nadrealismem. Ve svých dílech vyjadřoval kritiku vůči negativním společenským jevům, ale také dával prostor pro popis pozitivních věcí v životě a pozitivním mravním cílům. Často sa vrací k motivům války, úsilí o nastolení míru, k mytologii i k přírodě. Kromě vlastní tvorby se věnoval také překladům, zejména z tvorby tzv. prokletých básníků (Charles Baudelaire, Jean-Nicholas Arthur Rimbaud a další).

## Dílo
- Seznam děl v Souborném katalogu ČR, jejichž autorem nebo tématem je Ján Rak
- 1942 – Je vypredané
- 1946 – Nezanechajte nádeje
- 1946 – V údolí slnka
- 1948 – Vietor krvi
- 1949 – Pieseň mierových rúk
- 1953 – Moja krajina
- 1962 – Plenér
- 1967 – Neslýchané stretnutie